# Семейный брак
«Семейный брак» (англ. State of the Union) — британский телевизионный сериал-антология. Оригинальный показ первого сезона состоялся на телеканале Sundance TV с 6 по 17 мая 2019 года, второго — с 14 по 23 февраля 2022 года. Характерная стилистическая особенность сериала состоит в том, что он практически полностью состоит из диалогов двух главных действующих лиц — супружеской пары на грани развода.

## Сюжет

### Первый сезон
Прожившие вместе 15 лет супруги Том и Луиза находятся на грани развода из-за измены жены и в связи с этим раз в неделю посещают семейного психотерапевта. Рядом с кабинетом врача находится паб, где они встречаются непосредственно перед сеансом и беседуют, в том числе на максимально отвлеченные темы.

### Второй сезон
Скотту и Эллен за 60, они живут в небольшом городке на побережье США и раз в неделю собираются в кофейне, на втором этаже которой находится кабинет семейного психолога. После долгих лет брака супруги вдруг понимают, что у них осталось мало общих тем, а разный взгляд на современные тренды и повестки ещё больше разделяет их. Заметным персонажем также является бариста Джей — небинарная персона, которая просит называть себя «они», что вводит Скотта в ступор и является ещё одним предметом для обсуждения.

## Актёрский состав

### Первый сезон
- Розамунд Пайк — Луиза, врач-геронтолог
- Крис О’Дауд — Том, музыкальный журналист

### Второй сезон
- Брэндан Глисон — Скотт
- Патриша Кларксон — Эллен
- Эско Джоули — Джей

## Название
Оригинальное название «State of the Union» (буквально — «Положение союза») дословно соответствует тому, как в США традиционно называется ежегодное послание американского президента Конгрессу.

## Список эпизодов
| Сезон | Серии | Серии | Даты показа     | Даты показа     |
| Сезон | Серии | Серии | Первая серия    | Последняя серия |
| ----- | ----- | ----- | --------------- | --------------- |
| 1     | 10    | 10    | 6 мая 2019      | 17 мая 2019     |
| 2     | 10    | 10    | 14 февраля 2022 | 23 февраля 2022 |

### Первый сезон
| № общий | № в сезоне | Название                             | Режиссёр     | Автор сценария | Дата премьеры                                       |
| --- | ---------- | ------------------------------------ | ------------ | -------------- | --------------------------------------------------- |
| 1 | 1          | «Марафон» «Marathon»                 | Стивен Фрирз | Ник Хорнби     | 6 мая 2019                                          |
| Луиза и Том готовятся к первому сеансу семейной психотерапии и пытаются понять, что привело их к этому.                                                                         |            |                                      |              |                |                                                     |
| 2 | 2          | «Античные глобусы» «Antique Globes»  | Стивен Фрирз | Ник Хорнби     | 6 мая 2019 (Sundance Now) 7 мая 2019 (SundanceTV)   |
| Том хвалит себя за мужество, которое потребовалось, чтобы появиться к концу сеанса на прошлой неделе, и обещает на этой неделе быть там с самого начала.                        |            |                                      |              |                |                                                     |
| 3 | 3          | «Сирия» «Syria»                      | Стивен Фрирз | Ник Хорнби     | 7 мая 2019 (Sundance Now) 8 мая 2019 (SundanceTV)   |
| Том и Луиза рассуждают о потери страсти в их отношениях, и является ли страсть тем, что можно вернуть.                                                                          |            |                                      |              |                |                                                     |
| 4 | 4          | «Гипсовая повязка» «Plaster Cast»    | Стивен Фрирз | Ник Хорнби     | 7 мая 2019 (Sundance Now) 9 мая 2019 (SundanceTV)   |
| Том просит Луизу прикрыть его ложь перед адвокатом — они всё ещё заодно или нет?                                                                                                |            |                                      |              |                |                                                     |
| 5 | 5          | «Нормальный уклон» «Normal Slope»    | Стивен Фрирз | Ник Хорнби     | 8 мая 2019 (Sundance Now) 10 мая 2019 (SundanceTV)  |
| После неудачного сеанса Том переезжает. Луиза предполагает, что это может стать началом конца.                                                                                  |            |                                      |              |                |                                                     |
| 6 | 6          | «Найджел и Наоми» «Nigel and Naomi»  | Стивен Фрирз | Ник Хорнби     | 8 мая 2019 (Sundance Now) 13 мая 2019 (SundanceTV)  |
| Том старается, но Луиза считает, что это выглядит наигранно. Том считает, что ему нужно оставаться собой.                                                                       |            |                                      |              |                |                                                     |
| 7 | 7          | «Зовите акушерку» «Call the Midwife» | Стивен Фрирз | Ник Хорнби     | 9 мая 2019 (Sundance Now) 14 мая 2019 (SundanceTV)  |
| Луиза признаётся, что ей стыдно за то, что Том сидит без работы. Они решают говорить друг с другом более открыто.                                                               |            |                                      |              |                |                                                     |
| 8 | 8          | «Дельфины» «Dolphins»                | Стивен Фрирз | Ник Хорнби     | 9 мая 2019 (Sundance Now) 15 мая 2019 (SundanceTV)  |
| Том и Луиза вспоминают, как они впервые встретились. |            |                                      |              |                |                                                     |
| 9 | 9          | «Секс в тюрьме» «Prison Sex»         | Стивен Фрирз | Ник Хорнби     | 10 мая 2019 (Sundance Now) 16 мая 2019 (SundanceTV) |
| Том и Луиза обсуждают улучшение в отношениях. Луиза просит Тома снова переехать к ней.                                                                                          |            |                                      |              |                |                                                     |
| 10 | 10         | «Ещё один коктейль» «Another Drink»  | Стивен Фрирз | Ник Хорнби     | 10 мая 2019 (Sundance Now) 17 мая 2019 (SundanceTV) |
| Том вернулся домой и чувствует, что их проблемы решены. Оба соглашаются, что не были бы друзьями, если бы не были женаты и ищут подходящее слово, чтобы описать свои отношения. |            |                                      |              |                |                                                     |

### Второй сезон
| № общий | № в сезоне | Название                                             | Режиссёр     | Автор сценария | Дата премьеры   |
| --- | ---------- | ---------------------------------------------------- | ------------ | -------------- | --------------- |
| 11 | 1          | «Законы грамматики» «The Laws of Grammar»            | Стивен Фрирз | Ник Хорнби     | 14 февраля 2022 |
| Скотт и Эллен встречаются за чашкой кофе перед своим первым сеансом семейной терапии. Эллен делает шокирующее заявление.                            |            |                                                      |              |                |                 |
| 12 | 2          | «Зачем квакать?» «Why Quake»                         | Стивен Фрирз | Ник Хорнби     | 15 февраля 2022 |
| Скотт и Эллен обсуждают прошлые предательства, и Эллен объясняет, насколько далеко они отдалились друг от друга.                                    |            |                                                      |              |                |                 |
| 13 | 3          | «Большая горчица» «Big Mustard»                      | Стивен Фрирз | Ник Хорнби     | 16 февраля 2022 |
| Эллен рассказывает Скотту о своей новообретенной религии, и Скотт чувствует, что отдаляется от жены больше, чем когда-либо.                         |            |                                                      |              |                |                 |
| 14 | 4          | «Тюремные мысли» «Prison Thoughts»                   | Стивен Фрирз | Ник Хорнби     | 17 февраля 2022 |
| Эллен и Скотт пытаются оценить боль, которую причинит им расставание, в сравнении с болью от того, что они останутся вместе.                        |            |                                                      |              |                |                 |
| 15 | 5          | «Бухгалтер Led Zeppelin» «Led Zeppelin's Accountant» | Стивен Фрирз | Ник Хорнби     | 18 февраля 2022 |
| После того, как Скотт разрушает отношения их терапевтов, Эллен начинает сомневаться, хочет ли она продолжать собственные.                           |            |                                                      |              |                |                 |
| 16 | 6          | «Интимный набор» «Intimacy Kit»                      | Стивен Фрирз | Ник Хорнби     | 19 февраля 2022 |
| После того, как Эллен расспрашивает Скотта о его понимании близости, оба партнера задаются вопросом, могут ли они дать друг другу то, что им нужно. |            |                                                      |              |                |                 |
| 17 | 7          | «Исхоженная тропка» «The Road Most Travelled»        | Стивен Фрирз | Ник Хорнби     | 20 февраля 2022 |
| Скотт добился огромных успехов с тех пор, как началась терапия, но Эллен всё ещё считает вопрос о собственном будущем открытым.                     |            |                                                      |              |                |                 |
| 18 | 8          | «Фейстайм ТВ» «Facetime TV»                          | Стивен Фрирз | Ник Хорнби     | 21 февраля 2022 |
| Эллен видит, как завязывается дружба между Скоттом и Джей, и что муж теперь меньше боится близости.                                                 |            |                                                      |              |                |                 |
| 19 | 9          | «Копи лювак» «Kopi Iuwak»                            | Стивен Фрирз | Ник Хорнби     | 22 февраля 2022 |
| Скотт и Эллен провели вместе волшебную ночь, но их новообретенная близость пошатнулась, когда Эллен делится некоторыми мыслями.                     |            |                                                      |              |                |                 |
| 20 | 10         | «Последний шанс» «The Last Box»                      | Стивен Фрирз | Ник Хорнби     | 23 февраля 2022 |
| Эллен и Скотт приезжают на свой заключительный сеанс и делятся надеждами на будущее и планами относительно своих отношений.                         |            |                                                      |              |                |                 |

## Производство
13 июля 2018 года было анонсировано, что Sundance TV начал производство сериала, состоящего из 10 серий длительностью по 10 минут каждая. Ник Хорнби был назначен сценаристом, а Стивен Фрирз — режиссёром, при этом оба получили должность исполнительных продюсеров. Производственной компанией сериала стала студия See-Saw Films.
Одновременно с анонсом производства сериала было объявлено, что в главных ролях снимутся Розамунд Пайк и Крис О’Дауд.
Ник Хорнби выразил удовольствие по поводу предстоящей работы как с режиссёром Стивеном Фрирзом, с которым он ранее сотрудничал на съёмках фильма 2000 года «Фанатик», так и с исполнителями главных ролей Розамунд Пайк и Крисом О’Даудом
Основные съёмки первого сезона состоялись летом 2018 года в Лондоне.
25 января 2021 года появилась информация о продлении сериала на 2 сезон.

## Маркетинг
10 октября 2018 года были представлены первые кадры будущего сериала.

## Премьера
28 января 2019 состоялась мировая премьера сериала в рамках кинофестиваля Сандэнс.
Премьера второго сезона состоялась 14 февраля 2022 года.

## Критика
На портале Rotten Tomatoes рейтинг одобрения составил 96 % со средней оценкой 8,02/10 на основании 25 рецензий. Общий вывод критиков гласит: «„Семейный брак“ — это проницательная и едкая коллекция сцен неблагополучного брака, в которой Крис О’Дауд и Розамунд Пайк оказываются убедительны в изощренном подшучивании над партнёром».
На сайте Metacritic, который использует средневзвешенное значение для оценки, рейтинг сериала составил 81 балл из 100 на основании 12 рецензий критиков.
В позитивном обзоре Дэниэл Д’Аддарио из Variety хвалит сериал, отмечая, что «„Семейный брак“ использует хитрый трюк; благодаря малому хронометражу и скорости диалога, мы, зрители, никогда не устаём от аргументов этой пары, которые в другом контексте могли бы быть утомительными и повторяющимися».
Дэниэл Файнберг из The Hollywood Reporter в своём отзыве обнадёжил зрителей и описал сериал как «умную и красиво поставленную пьесу», а также заявил, что «проницательное творение дуэта Ника Хорнби и Стивена Фрирза точно стоит посмотреть». Критик также высоко оценил игру актёров — Розамунд Пайк и Криса О’Дауда.
Денис Ларионов в обзоре на сайте КиноПоиск умолчал об игре исполнителей главных ролей, заострив внимание на узнаваемости голосов Михаила Шаца и Татьяны Лазаревой, озвучивших главных героев в русском дубляже первого сезона сериала.

## Награды и номинации
| Ассоциация               | Год  | Категория                                                              | Номинант(-ы)    | Результат | Прим.  |
| ------------------------ | ---- | ---------------------------------------------------------------------- | --------------- | --------- | ------ |
| Прайм-тайм премия «Эмми» | 2019 | Лучшая короткометражный комедийный или драматический сериал            | «Семейный брак» | Победа    | [ 17 ] |
| Прайм-тайм премия «Эмми» | 2019 | Лучший актёр в короткометражном комедийном или драматическом сериале   | Крис О’Дауд     | Победа    | [ 17 ] |
| Прайм-тайм премия «Эмми» | 2019 | Лучшая актриса в короткометражном комедийном или драматическом сериале | Розамунд Пайк   | Победа    | [ 17 ] |